# Höhle von Teyjat

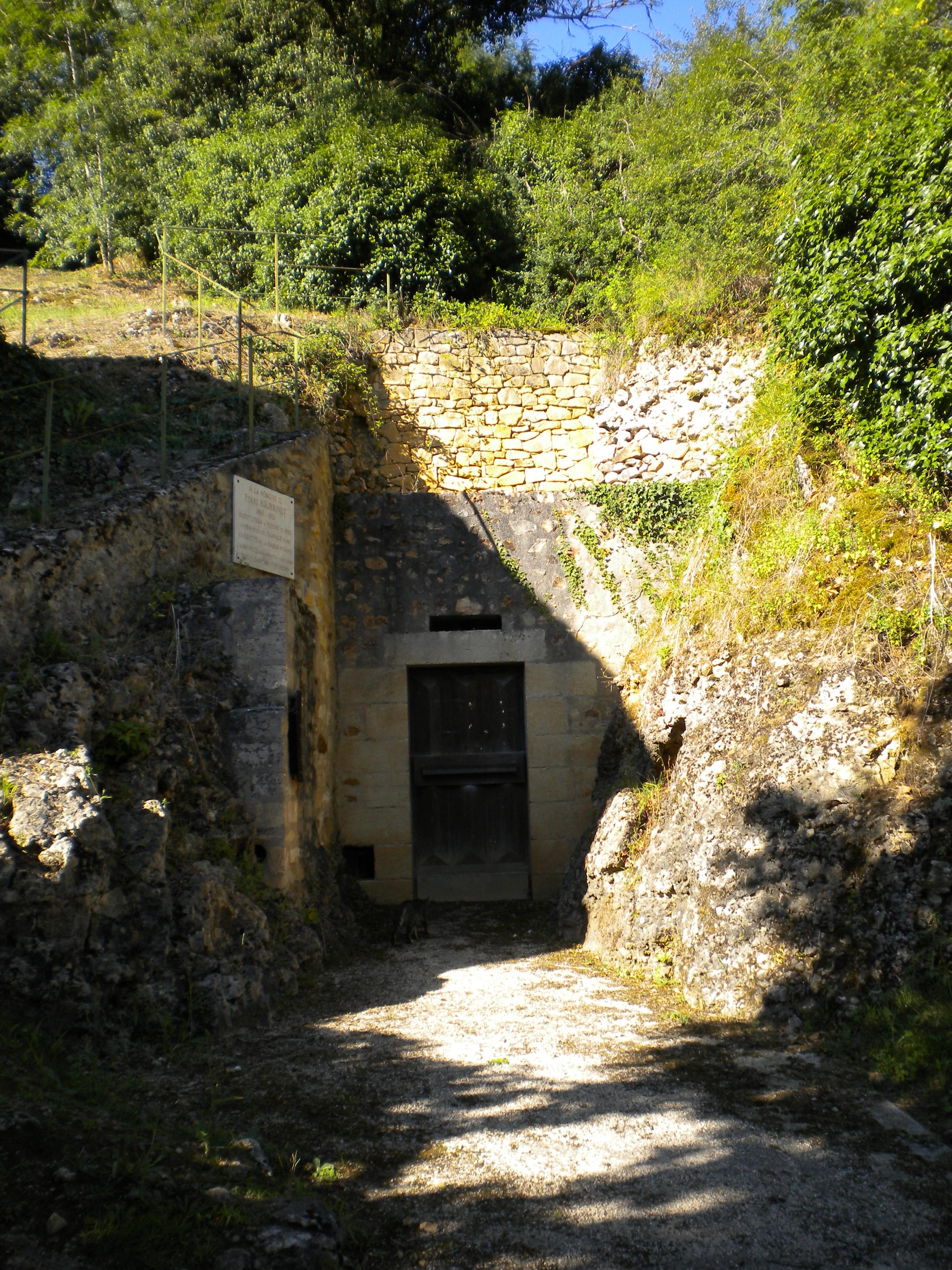
Der Eingang zur Höhle von Teyjat

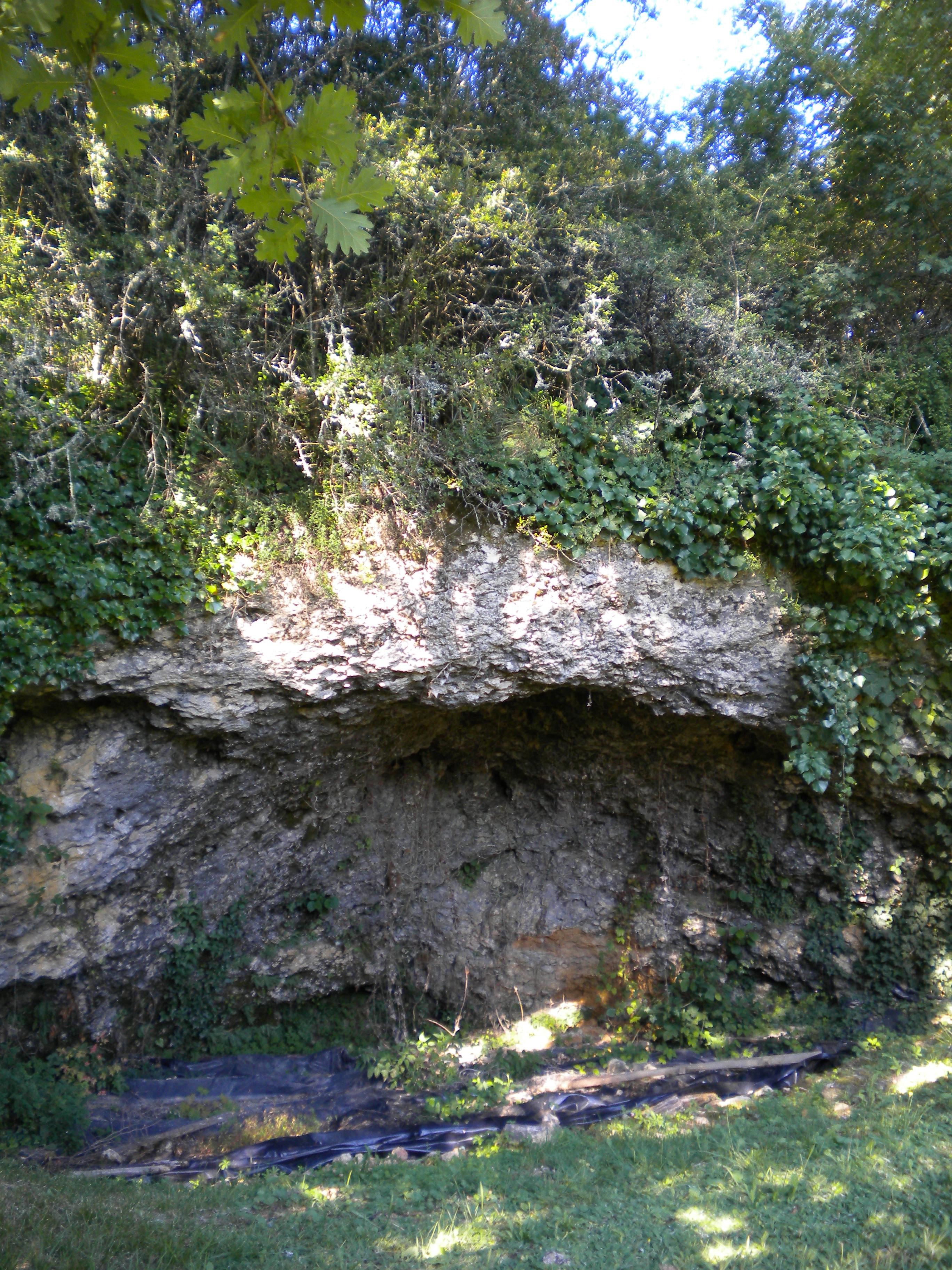
Der Abri Mège in der Nähe des Ortskerns von Teyjat

Die Höhle von Teyjat (französisch Grotte de la Mairie) liegt im Ortskern von Teyjat im französischen Département Dordogne. Sie enthält  55 Ritzzeichnungen, die im ausgehenden Magdalénien vor zirka 12.000 Jahren erstellt wurden. Fünfzig Meter entfernt befindet sich ein Abri, das sogenannte Abri Mège, das ebenfalls im Magdalénien besiedelt war.

## Lage und geologische Gegebenheiten
Der mittlerweile mit einem gemauerten Eingang versehene Zugang zur Höhle befindet sich nur knapp 10 Meter rechts unterhalb des Musée de Préhistoire (der früheren Grundschule und ehemaligen Mairie – nach der die Höhle benannt ist). Vom Dorfplatz führt jetzt ein betonierter Anstieg zum Museum hinauf, von dem der Höhlenzugang nach rechts abzweigt. Das jetzige Rathaus liegt nur etwa 85 Meter weiter südlich, zur Ortskirche im Südsüdosten sind es ebenfalls nur 90 Meter.
Geologisch kommt die Höhle in einer etwa 5 Meter hohen Kalkwand des Doggers zu liegen, die aus der Formation jC aufgebaut wird. Hierbei handelt es sich um eine dolomitische, verkarstete Kryptobrekzie, die krümelig rekristallisiert ist. Ausgangsgestein dieser vollkommen alterierten Formation sind wahrscheinlich oolithische Kalke des Mittleren Bajociums (Formation J1b), die etwas weiter westlich anstehen. Abgedeckt wird die kleine Felswand von Kolluvium der Formation HC, das hier den Hanglagen aufliegt.

## Forschungsgeschichte
Die Höhle war ab 1880 zwar schon mehrmals aufgesucht worden und Édouard Perrier du Carne hatte bereits 1889 Funde von fünf verzierten Knochen (darunter ein auf ein Rentierbecken geschnitztes Pony) und anderen Utensilien (gezähnte Harpunen sowie einen Pfeilbogen – ein sehr alter, leider nicht mehr erhaltener Bogenfund) gemacht. Es war aber Denis Peyrony, der die Zeichnungen zwischen 1903 und 1905 entdeckte. Diese wurden anschließend vom Abbé Henri Breuil wissenschaftlich untersucht. 1904 unterzog Pierre Bourrinet die Höhle einer detaillierten Aufnahme. Er konnte zwei archäologische Horizonte nachweisen, die von einer sterilen Schuttlage getrennt werden. Die unterste Schicht stammt aus dem Magdalénien V, charakterisiert durch einreihig bezahnte Harpunenfunde, die obere hingegen aus dem Magdalénien VI mit zweireihig bezahnten Harpunen, Papageienschnäbel ähnelnden Bohrern bzw. Sticheln und Pfeilspitzen.

## Datierung
Die untere Schicht des Höhlenbodens wird dem Magdalénien V zugerechnet, dürfte daher auf zirka 10.000 v. Chr. zurückgehen. Sie enthält abgeplatzte versinterte Wandstücke. Dies ist einer der seltenen Fälle, in dem die Zeichnungen direkt einem archäologischen Stratum zugeordnet werden können.

## Aufbau der Höhle
Die Ritzzeichnungen befinden sich unmittelbar hinter der Eingangspassage auf der linken Seite. Der ausgeschmückte Höhlenteil ist 15 Meter lang. Die Höhle ist länger, es wurden jedoch keine Funde mehr gemacht. Am Ende der Höhle führt ein Schacht in ein tiefergelegenes Stockwerk und zu einem unterirdischen Wasserlauf.

## Beschreibung der Ritzzeichnungen
Die prähistorischen Ritzzeichnungen befinden sich im vorderen Abschnitt der Höhle. Über eine Distanz von 10 Metern sind 48 Ritzzeichnungen angebracht (mittlerweile wird ihre Anzahl mit 55 angegeben) die sich auf sechs Sektoren verteilen. Die Höhlenwände sind stark von dichtem, bernsteinfarbenen Kalksinter überzogen. Dies ermöglichte es den jungpaläolithischen Künstlern, ihre Motive zur Geltung zu bringen. Auch eine stalagmitische Sinterpartie wurde zu Darstellungen verwendet. Als Motive dienten Auerochs, Wisent, Rind, Wildpferd, Rentier, Hirsch und Bär. Der feine, realistisch-expressive, fast photographisch wirkende Stil, vergleichbar mit den Funden in Limeuil, wurde von André Leroi-Gourhan als Stil IV des ausgehenden Magdalénien klassifiziert. Das sogenannte Rinderfries im letzten Abschnitt ist berühmt geworden – es markiert sozusagen den Höhepunkt der paläolithischen Höhlenkunst.
Insgesamt können die 48 (jetzt 55) Tierdarstellungen wie folgt aufgegliedert werden:
- 5 Hirschartige (fallen mittlerweile weg)
- 11 Hirsche (mittlerweile nur noch 8)
- 13 Rentiere (mittlerweile 17)
- 10 Wildpferde
- 3 Auerochsen (mittlerweile 6)
- 4 Wisente (mittlerweile nur noch 3)
- 2 Bären
- sowie mittlerweile 9 Unbestimmbare.

Hirsche sowie Rentiere sind im Vergleich mit anderen Höhlen deutlich überrepräsentiert – so dominieren beispielsweise Pferde in Lascaux und in Les Combarelles, Wisente in Font-de-Gaume und Mammuts in Rouffignac und in Bernifal. Insgesamt gesehen handelt es sich bei den abgebildeten Tiergruppen um eine Mischung einer ausgesprochenen „Kältefauna“ (Rentier, Wildpferd, Wisent) mit einer mehr temperierten Fauna (Hirsche). Dies spiegelt die damals einsetzende Erwärmung des Klimas wider.

## Utensilfunde

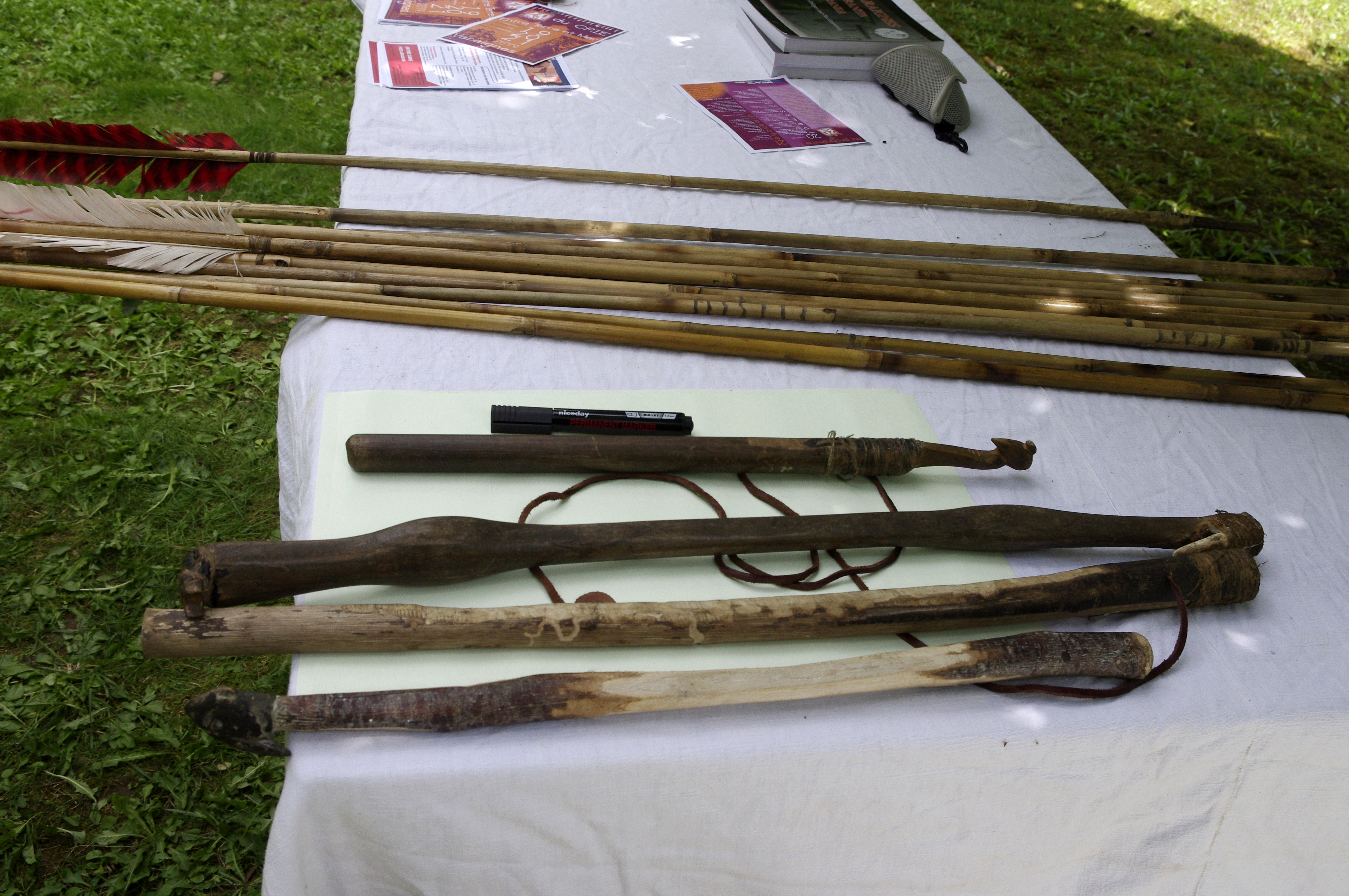
Speerschleudern und nachempfundene Speerspitzen - während des Dorffestes am 15. August 2014 in Teyjat, Dordogne, Frankreich

Am Boden verstreut fand sich Werkzeug aus derselben Epoche, welches Ähnlichkeiten mit Funden im benachbarten Angoumois aufweist. Darunter waren Waffen wie Harpunen und Bögen. Charakteristisch für das ausgehende Magdalénien sind die gestielten Pfeilspitzen von Teyjat. Bemerkenswert ist der Fund eines Adler-Speichenknochens, auf dem eine Rentiergruppe aus 18 Tieren dargestellt wurde.